# Júlio César do Nascimento
Júlio César do Nascimento (Recife, 20 ottobre 1979) è un ex calciatore brasiliano, di ruolo attaccante.

## Palmarès

### Club

#### Competizioni internazionali
- Coppa dei Campioni del Golfo: 1

2011